# Luke Willson
Pour les articles homonymes, voir Willson.
Ne doit pas être confondu avec Luke Wilson.
(en) Statistiques sur pro-football-reference
Luke Michael Willson, né le 15 janvier 1990 à LaSalle en Ontario, est un joueur professionnel canadien de football américain. Il a joué au poste de tight end en National Football League (NFL) pendant huit saisons (2013-2020).
Il passe ses cinq premières saisons professionnelles chez les Seahawks de Seattle avec qui il remporte le Super Bowl XLVIII. Par la suite, il rejoint les Lions de Détroit en 2018, les Raiders d'Oakland pendant l'intersaison 2019, les Seahawks de Seattle pour une partie de la saison régulière 2019, les Ravens de Baltimore une grande partie de la saison 2020 avant de rejoindre pour la troisième fois les Seahawks. Bien que reconduit chez les Seahawks pour la saison 2021, il prend sa retraite de la NFL pendant l'intersaison.

## Biographie

### Carrière universitaire
Au niveau universitaire, il joue au poste de tight end pour les Owls de l'université Rice en NCAA Div. I FBS pendant quatre saisons (2009-2012).

### Carrière professionnelle
Bien que sélectionné en 32e choix lors du 5e tour de la draft 2012 de la CFL par les Argonauts de Toronto, il ne signe pas de contrat avec cette équipe et se présente à la Draft 2013 de la NFL où il est choisi au 158e choix global lors du 5e tour par la franchise des Seahawks de Seattle.
Il y joue de 2013 à 2017 et y remporte le 2 février 2014 le Super Bowl XLVIII.
Le 21 mars 2018, il signe un contrat d'un an avec les Lions de Détroit.
Le 29 mars 2019, il est engagé par les Raiders d'Oakland mais est libéré le 30 août 2019, peu avant le début de la saison régulière.
Le 25 septembre 2019, Willson est engagé par les Seahawks avec qui il dispute huit matchs dont sept en tant que titulaire. Il totalise huit réceptions pour un gain cumulé de 79 yards. Bien que réengagé par les Seahawks le 21 avril 2020, il est libéré le 3 novembre 2020.
Le 17 novembre 2020, Willson intègre l'équipe d'entraînement des Ravens de Baltimore. Il est promu dans l'équipe active pour disputer le match en 11e semaine contre les Titans du Tennessee et reprend place en équipe d'entraînement après le match. Promu de nouveau la semaine suivante pour le match contre les Steelers de Pittsburgh et est finalement libéré le 19 décembre 2020.
Le 30 décembre 2020, Willson est engagé dans l'équipe d'entraînement des Seahawks de Seattle. Il est promu à l'équipe active le 6 janvier 2021.
Réengagé par les Seahawks le 24 août 2021, il annonce prendre sa retraite du football américain professionnel le jour suivant en raison de problèmes cardiaques.

## Vie privée
Willson attribue sa réussite dans la vie au fait de faire partie de l'Église catholique.
Willson a été invité au BJ & Migs (en) sur la station de radio 99.9 KISW (en) une radio de Seattle à l'occasion d'une émission intitulée « The End Zone with Luke Willson » (La end zone avec Luke Wilson).
Après avoir pris sa retraite comme joueur, Willson travaille en tant qu'analyste pour TSN à l'occasion du Super Bowl LVII.
En février 2023, il tente de se qualifier pour les Jeux olympiques d'été de 2024 en tant que cycliste sur piste canadien.